# 並木浩一 (神学者)
並木浩一（なみき こういち、1935年5月29日－　）は、日本の神学者、国際基督教大学名誉教授。
神奈川県出身。国際基督教大学教養学部卒業。東京教育大学大学院文学研究科倫理学博士課程中退、国際基督教大学教養学部人文科学科助手。同助教授、同準教授、同教授（旧約聖書学、キリスト教学、宗教学）、2006年退職、名誉教授。元・日本旧約学会会長。
門下に奥泉光がいる。

## 著書
- 『古代イスラエルとその周辺』新地書房　1979
- 『旧約聖書における社会と人間 古代イスラエルと東地中海世界』教文館　聖書の研究シリーズ　1982
- 『ヘブライズムの人間感覚 <個>と<共同性>の弁証法』新教出版社　1997
- 『人が孤独になるとき 説教・講演・奨励集』新教出版社　1998
- 『旧約聖書における文化と人間』教文館　聖書の研究シリーズ 1999
- 『「ヨブ記」論集成』教文館　2003
- 『創世記を読む 講義録』ナザレン・ユース・セミナー委員会　ナザレン新書　2008
- 『聖書の想像力と説教』キリスト新聞社　説教塾ブックレット　2009
- 『人が共に生きる条件 説教・奨励集』新教出版社　2011
- 『並木浩一著作集』全3巻　日本キリスト教団出版局

1 ヨブ記の全体像　2013
2 批評としての旧約学　2013
3 旧約聖書の水脈　2014

### 共編著
- 『聖書を読むたのしみ』斎藤和明編著 古屋安雄共著　光村教育図書　ICU選書 1999
- 『旧約聖書と現代』関根清三、鈴木佳秀共著　教文館　2000
- 『旧約聖書を学ぶ人のために』荒井章三共編　世界思想社　2012
- （奥泉光）『旧約聖書がわかる本　〈対話〉でひもとくその世界』河出書房新社〈河出新書055〉、2022年9月22日。ISBN 978-4-309-63156-1。（電子版あり）

### 翻訳
- G.クヴェル,H.G.クラインクネヒト,G.シュレンク『キッテル新約聖書神学辞典[1]義』秋田稔共訳　教文館　1970
- 『聖書の世界 別巻 2　預言書 旧約 2』左近淑共訳　講談社　1974
- 『旧約聖書 12　ヨブ記箴言』勝村弘也共訳　岩波書店　2004
- 『ヨブ記注解』日本キリスト教団出版局　2021

## 参考
- http://bookweb.kinokuniya.co.jp/htm/4400524426.html